# Mobile Homes
The Mobile Homes är en svensk musikgrupp som grundades år 1984 av Andreas Brun, Patrik Brun, Hans Erkendal, och Per Liliefeldt. Gruppen spelar typisk synthpop liknande Depeche Mode med undantag för en period under slutet av 90-talet och början 2000-talet då musiken var mer gitarr- och rockinfluerad. Namnet The Mobile Homes är hämtat från brittiska rock/pop-bandet Japans låt Still Life in Mobile Homes från albumet Tin Drum. Medlemmarna har även spelat tillsammans i sidoprojektet Sapporo 72 där musiken är mer inspirerad av Kraftwerk.
Deras mest framgångsrika album var Nothing but Something som 5 juni 1991 låg på försäljningslistans 42:a plats.
Under åren har även Andreas Tilliander, Markus Mustonen och Sami Sirviö varit medlemmar i bandet.

## Diskografi

### Album
- 1990 – Hurt (LP och CD)
- 1991 – Nothing But Something (LP och CD) - Producerad av Christian Falk från Imperiet.
- 1992 – Test (CD och Promo-CD)
- 1994 – Meanwhile (CD) - En sorts Best of med remixar av äldre låtar
- 1998 – The Mobile Homes (CD) - Skriven och producerad av Mobile Homes tillsammans med Karl Bartos från Kraftwerk, finns även i en japansk version
- 1999 – There Is No Place Like Away 1986 - 1994 (CD)
- 2001 – The World Will Listen (CD)
- 2009 – Today is Your Lucky Day (CD)
- 2021 – Trigger
- 2023 – Tristesse

### Singlar/Maxisinglar
- 1986 – "Don't Give It Up" (7" och 12")
- 1988 – "I Know I Will Die" (7" och 12")
- 1989 – "Feeling Better" (7" och 12") - Producerad av Tommy Ekman
- 1990 – "Let This Be Forever" (7") - Producerad av Tommy Ekman
- 1990 – "Something Better" (7" och 12") - Månadens video på MTV, 12" remixad av Denniz Pop
- 1990 – "Hurt" (7")
- 1991 – "Afraid" (12") - Producerad av Christian Falk
- 1991 – "Love To Be Loved" (CDS) - Producerad av Christian Falk
- 1992 – "I Can't Believe You" (7" och CDS)
- 1994 – "Turn Off The Silence" (CDS) - Producerad av Electric Music
- 1998 – "You Make The Sun Shine" (12" och CDM) - Skriven och producerad av Karl Bartos
- 1998 – "Definitely Wrong" (CDS)
- 1998 – "United" (CDS)
- 2000 – "It's All For The Best" (CDS och CDM)
- 2001 – "Nostalgia" (CDS)
- 2003 – "EP" (CDM) - Producerad av Sami Sirviö från Kent
- 2008 – "Close"
- 2008 – "I'm Phoning a Friend, and He Says That"
- 2016 – "The Bitter End"
- 2017 – "It Used To Be Fun" (psykbunkern, psyk003)
- 2020 – "Zero Zero"
- 2020 – "Mirror"
- 2020 – "The song we didn't have then"
- 2020 – "Via Dolorosa"
- 2020 – "The sorrow stays for good"